# إدوين د. كيلبورن
إدوين د. كيلبورن (بالإنجليزية: Edwin D. Kilbourne)‏ هو مدرس أمريكي، ولد في 10 يوليو 1920، وتوفي في 21 فبراير 2011.